# Bután en los Juegos Olímpicos de Río de Janeiro 2016
El Equipo Olímpico de Bután (identificado con el código BHU) es una de las delegaciones participantes en los Juegos Olímpicos, representante de Bután.

## Deportes

### Tiro con arco
Bután recibió una invitación de la Comisión Tripartita para enviar una atleta a la competencia.
- Karma (Individual femenino)

### Tiro
Bután recibió una invitación de la Comisión Tripartita para enviar una atleta a la competencia.
- Kunzang Lenchu (10 metros con rifle femenino)